# Canadian Impressions
Canadian Impressions is een compositie voor harmonieorkest, fanfare of brassband van de Belgische componist Jan Segers. De compositie werd geschreven in opdracht van de Festliche Musiktage (Forum für zeitgenössische Blasmusik) van Uster, Zwitserland. De première te Uster werd verzorgd door de Musikverein Speicher. Brassband St Cecilia Nossegem onder leiding van Jean-Pierre Leveugle heeft het werk uitgevoerd op het Europees brassbandfestival op 8 oktober 1978 in de Royal Albert Hall te Londen. Het was een verplicht werk op een brassbandwedstrijd van de BRT 3 in 1979.
Het werk werd op cd opgenomen door het Fanfare Sint-Caecilia Guttecoven onder leiding van Jacques Salden en door de Brassband Willebroek onder leiding van Frans Violet.